# Dames Ahoy!
Dames Ahoy! (bra Saias à Proa) é um filme de comédia norte-americano de 1930, produzido e distribuído pela Universal Pictures. Foi dirigido por William James Craft e estrelou Glenn Tryon e Otis Harlan.